# Luzenac
Luzenac település Franciaországban, Ariège megyében. Lakosainak száma 514 fő (2022. január 1.). Luzenac Aston, Garanou, Lassur, Perles-et-Castelet, Savignac-les-Ormeaux, Unac és Vernaux községekkel határos.

## Népesség
A település népességének változása:
| Lakosok száma | 956  | 816  | 690  | 638  | 537  | 499  | 538  | 521  | 513  | 514  |
|               | 1968 | 1982 | 1990 | 2006 | 2013 | 2015 | 2017 | 2019 | 2020 | 2022 |